# Schaidt
Schaidt is een plaats in de Duitse gemeente Wörth am Rhein, deelstaat Rijnland-Palts, en telt 1881 inwoners (2005).